# 國民革命軍陸軍騎兵第五軍
國民革命軍騎兵第五軍是1937年至1949年以青海省马步青所部编成的一支部队。

## 历史
1937年9月青海马步青所部组建骑兵第五军，隶属第17集团军：
- 军长马步青
- 骑兵第5师：1931年马步青任暂编骑一师师长。1933年冬，蒋介石令孙殿英任青海西区屯垦督办，率部前往柴达木屯垦。孙殿英数万之众西进，使西北诸马感到威胁。1934年初，马鸿宾、马鸿逵与马步芳、马步青联合起来和孙殿英在宁夏打了一场大仗，史称“四马拒孙”战役。1934年3月孙殿英所部3万余人由胡宗南、阎锡山整编。战后，马步青被任为中央陆军骑兵第5师师长，驻甘肃凉州。辖2个骑兵旅、1个步兵旅。骑兵第1旅，马禄任旅长；骑兵第2旅，韩起禄任旅长；步兵旅，祁明山任旅长。1936年秋，马步青奉命在宁夏中卫至皋兰一带堵截中国工农红军西路军，使红军伤亡甚众。
- 暂编骑兵第1师：1937年8月，国民政府军事委员会命令青海省调派1个骑兵师参加抗战。青海省主席马步芳以青海南部边区警备司令部第一旅、第二旅各一部分为基础，征调大通县、互助、湟源三县的民团（其中精壮用以补充南部边区警备司令部被抽调后的缺额），还有第100师淘汰的老弱士兵，以及驻防在河西走廊的马步青骑兵第五军第2旅马禄部和第2团马秉忠部，以回、东乡、撒拉、保安、藏等族人员组成，共8000多人，其中回、东乡、撒拉、保安族民族的人员占部队总人数的70%以上。师长马彪（原青海南部边区警备司第1旅旅长），副师长兼师政治部主任龚浔(第100师政治部秘书、复兴社分子)。马元祥为第一旅旅长，马禄为第二旅旅长，马秉忠为第三旅旅长。1937年9月19日，西宁各界在大教场举行隆重的欢送大会。暂骑1师从西宁出发，经兰州、平凉，到达陕西乾县，归西安行营指挥，各旅分驻兴平、扶风、醴泉、永寿和咸阳等地。1938年2月，暂骑1师进驻临潼，各部分驻西安以东、河南陕州以西的陇海铁路沿线及西荆公路担任安全任务，同时派出小分队北渡黄河到晋南芮城一带袭扰、侦察运城日军，保潼关安全。1938年4月，暂骑1师奉命进剿西荆公路龙驹寨一带亲日武装。1938年7月，骑兵师第二旅（马禄旅）被调赴开封以东兰考、商丘一带，堵击西犯日军。1938年9月暂骑1师奉调许昌，进驻黄泛区的扶沟、鄢陵、西华等县担负新黄河的河防任务，受第一战区孙桐萱集团军指挥。1939年春，暂骑1师第2旅马禄部调铜川组建暂骑2师，暂骑1师马彪部的第3旅马秉忠部改称第2旅，马步芳从青海又调来一旅官兵重建第3旅。不久，暂骑1师调驻周口至界首一带的黄泛区，主力驻项城，防御淮阳一带的日军。暂骑1师为牵制敌人，各旅轮流过新黄河，以轻骑袭击、侦察淮阳一带日军。1939年8、9月间，暂骑1师乘淮阳日军空虚之机，第2旅旅长马秉忠率部渡河进驻宝塔、孔庄一带，进而围攻淮阳城，攻占淮阳城西关。旅长马秉忠中胸部中弹阵亡。师长马彪派第1旅旅长马元祥率部渡河支援。此役最后以日军溃退告终。日军调重兵，配备重炮、坦克，向暂骑1师宝塔一线强攻，暂骑1师撤退回防。1940年5月暂骑1师调赴叶县、舞阳一带休整，7月又调至豫皖边界的临泉、沈丘两县，把旅营制改为师-团-连编制，全师共编为3个团，第1、2团为骑兵团，第3团为步兵团（骑五军直属步兵旅），1941年春番号改为骑兵第8师，补充了豫皖等省兵员，马彪仍任师长，隶属第一战区，受第五战区李仙洲集团军的指挥。1940年8月，骑8师奉命驻守在涡河以南、淮河以北的三角地带，以牵制津浦铁路蚌埠沿线的日军。1941年东北军骑兵出身的卢广伟任骑8师少将副师长兼政治部主任。1941年夏，奉命出兵攻击淮北路西的新四军彭雪枫部。1941年马彪升任何柱国所率骑兵第二军副军长兼骑8师师长。1942年夏，经马步芳赴重庆活动，马步康（第100师第298旅旅长）接任骑8师师长，马彪离职到西安闲住，1948年车祸离世。不久骑8师归第五战区指挥。 1944年4月日军发动豫湘桂会战，进犯阜阳，骑8师奉命在三十里铺到颍上西南一带阻击日军。4月24日日军在空军掩护下，由寿县经正阳关，向颍上前沿阵地发起猛攻。5月6日骑8师退至六十里铺，遭日军的包围，突围撤退时，卢广伟遭到敌机轰炸阵亡。1945年日本投降后，骑8师奉命接收徐州。1946年1月，骑8师调至陕西富平一带，与马禄率暂编骑兵第2师合并，保留骑八师番号，马步康任师长（后缩编为1个团）。1946年3月，调驻甘肃永登，重归马步芳军事集团序列。
- 军属步兵旅：1939年增编。

1939年该军改隶第八战区。1939年春，暂骑1师第2旅马禄部自郑州调赴陕西耀县，与从驻防甘肃武威的骑五军中调来的两个旅，组建暂编骑兵第2师，马禄任师长，驻防北同官（今铜川）等地，归胡宗南指挥，封锁陕甘宁边区。 
1941年骑兵第五军序列：
- 军长马步青。驻武威。
- 新编骑兵第5师：副师长马呈祥代理师长。驻永登县。
  - 骑兵第1旅
    - 骑兵第1团：团长马秉魁。驻永登县。
    - 骑兵第2团：团长陈彦。驻民勤县。

  - 骑兵第2旅：旅长韩起禄。驻武威。
    - 骑兵第3团：团长马硕卿。驻古浪县。
    - 骑兵第4团（骑13团）：团长马长青。驻景泰县。

  - 步兵第3旅：旅长马呈祥。驻永登县。
    - 步兵第1团
    - 步兵第2团：团长马进昌。驻武威。
- 军直特务团：团长马占魁。驻武威。
- 军直炮兵团：团长韩荣福。驻武威。

1941年8、9月，新编骑兵第5师奉第八战区之命接防酒泉地区的马步芳第八十二军第100师第298旅（旅长马步康）防务。接防前后，骑兵第5师取消旅建制，析出暂编骑兵第1师。
- 骑兵第5师：师长马呈祥，驻酒泉
  - 骑兵第13团：团长马长清。驻敦煌
  - 骑兵第14团：团长马硕卿。驻高台
  - 步兵第15团：团长马进昌。驻酒泉
- 暂编骑兵第1师：师长韩起禄，驻永登县
  - 骑兵第1团：团长陈彦。驻民勤
  - 骑兵第2团：团长马福仓。驻古浪县。
  - 第3团

1942年4月，骑五军及骑五师奉命移驻青海，行政院任命马步青为柴达木屯垦督办；骑13团留驻敦煌；暂骑1师留驻永登县、临夏、民勤；中央军骑10师接防高台；中央军新18旅（旅长徐汝诚）接防肃州；中央军暂编58师（师长叶成）接防武威、山丹、永昌、民乐。1942年8月，马步青率骑五军到西宁郊区的乐家湾大军营，与马步芳之子马继援任军长的国民革命军第八十二军驻在一处。马步芳同马步青商量后，让马呈祥接马步青任骑五军代理军长。马呈祥上任后追随马步芳，马呈祥直接受命于马步芳，军饷由马步芳调拨，骑五军成为马步芳的嫡系部队。1943年9月骑五军与八十二军合编为第40集团军，马步芳任总司令，马步青升任第40集团军副总司令兼骑五军军长。1943年12月建制：
- 代理军长马呈祥
- 副军长韩有文
- 新编骑兵第5师，师长马成贤
- 暂编骑兵第1师：1943年马步芳重建。师长马振武/韩起禄
- 暂编骑兵第2师：1943年名义上拨归骑五军。师长马禄。

骑五军以回族和撒拉族为骨干，还有少量汉族。将、校、尉之中除副军长郭全梁及军部“八大处”的僚佐外，全部由回族及撒拉族担任。
1944年11月新疆发生三区革命。1945年春，为镇压三区革命，蒋介石派骑五军“西征新疆，捍卫边防”。1945年8月青海省保安处长韩有文调任暂编骑兵第一师师长。1945年夏，马呈祥率骑五军自青海西宁的乐家湾大军营启程，沿祁连山有水草的通道西进，3个月后抵达甘新省界。此后在七角井分为两路，1945年9月韩有文率暂编骑兵第一师经大石头进驻木垒、奇台、吉木萨尔，司令部设奇台城内，兼任奇（台）、孚（远）、木（垒）三县守备司令；1945年11月马呈祥率领军直及韩荣福的新骑5师进驻迪化老满城。骑兵第五军隶属新疆警备总司令部。此后，韩荣福又率新骑5师进驻昌吉、呼图壁、玛纳斯对抗三区革命军的第一线，司令部设在昌吉城内。马呈祥进驻老满城之后，巡逻队在迪化各城区飞驰，行人躲避不及。听到市民怨言后，马呈祥在老满城集合部队，当众抽了巡逻队队长十马鞭，并制定“十不准”纪律。马呈祥加强军事训练，培养官兵的忠君思想，还常挑马术及骑射技术好的官兵在老满城或者城郊举办马术及骑射表演，邀当地军、政、商、学各界人士前来观看。他还吸收王孟扬等知识分子到军队司令部任文职。他在老满城内开设一所回族中学，任命王孟扬兼任校长。在迪化城内设一个办事处，又设报馆出版骑五军的《新新报》。还常拜访教长马良骏。
1946年5月国军整编，暂编骑兵第2师并入骑8师不再列入骑五军序列，军马不足的新骑5师改编为新编第5师（马成贤），另将新疆警备总司令部骑兵第12师（张希良）拨归该军建制，暂编骑兵第1师师长韩有文。马呈祥与日后出任新疆警备总司令的陶峙岳交情颇深，还和驻迪化的整78师师长叶成、整179旅旅长兼迪化警备司令罗恕人、迪化警察局局长刘汉东关系很好。1946年10月骑五军缩编为整编骑兵第1师（习惯上仍称为骑五军），马呈祥任师长，副师长郭金梁、参谋长张五美(张尊山)，骑兵第12师调归新疆警备总司令部原建制，新编骑兵第5师改编为整编骑兵第6旅（韩荣福），暂编骑兵第1师改编为整编骑兵第7旅（韩有文）。每旅2个团，每团约一千人。另有一个直属团、两个直属连（警卫连、通讯连），官兵数量将近一万人，军马一万两千多匹。
1947年6月5日发生北塔山事件。马呈祥命奇台县驻防司令、骑7旅旅长韩有文反击。韩有文派团长韩国藩率领5个连和当地哈萨克族骑兵队增援北塔山。马呈祥受到中国国民党方面的军政要员来电来信祝贺，各种慰问团纷至沓来，中国国民党中央宣传部部长彭学沛飞来祝贺，南疆警备总司令赵锡光从喀什赶来祝贺。1948年9月，整编骑兵第1师恢复骑兵第五军的番号（一说一直保持整编师番号至1949年9月和平起义）。1948年底，军中就酝酿着去陇东作战之事，并已做了各方面的准备工作。为了补充缺额的马匹，已在奇台、阜康、木垒买马近千匹。在焉耆也买了上千匹战马。1949年2月，李宗仁命陶峙岳除留一个旅在新疆驻防外，其他部队悉数调进关内参加国共内战。陶峙岳反对进关，而马呈祥、罗恕人主张进关，叶成态度不明。南京随后来电要陶峙岳亲赴南京。经与刘孟纯等人商议，陶峙岳乃拖延不去南京，也不将军队调进关内。直到1949年7月接到马步芳的命令，调整编骑兵第一师到河西阻击解放军西进。并准备将罗恕人的整编第一七九旅一起拖走。部队一切准备就绪，并将家属全部撤走，后勤部队亦已出发，前头部队已到奇台。这时，又传来陇东战场节节败退的消息，马步芳已逃回青海，全线崩溃的局面已经形成。于是部队只好急令折回，各返驻地。
1949年春，中华民国代总统李宗仁、西北军政长官马步芳、胡宗南多次电催新疆警备总司令陶峙岳东进入关。国军“主战派”叶成、马呈祥、罗恕人等人要求陶峙岳遵令入关。马步芳急电马呈祥增援兰州。经陶峙岳劝说，列出缺乏军饷和车辆等实际困难，马呈祥乃留在新疆，仅将夫人王士兰等家属先行送往青海老家。由于王震的部队已攻克兰州，王士兰等家属到青海西宁后，很快就搭陈纳德航空公司最后一架班机离开西宁，次日中国人民解放军便攻占西宁。
1949年8、9月间，中国人民解放军攻占兰州、西宁后，“主战派”的马呈祥、罗恕人、叶成对陶峙岳起了疑心，认为陶峙岳受刘孟纯、屈武、刘泽荣三人“包围”和“挑唆”，决定将刘孟纯、屈武、刘泽荣扣押并干掉。9月14日马呈祥召集整编骑兵第1师的团以上干部会议，在会上明确表示自己要弃军而逃了，让大家推选一个代理师长；按理应当是副师长领权，但郭全梁一口拒绝，极力推托，并提出韩荣福，韩更是拒绝，于是一致推选让韩有文代理。9月19日夜，马呈祥、罗恕人、叶成决定除掉刘孟纯等人。在行动前，他们征求警备司令陶峙岳的意见。经过陶峙岳劝说，马呈祥、罗恕人、叶成打消了扣押刘孟纯等人的想法。陶峙岳和中共中央派来的联络员邓力群接洽，联络赵锡光等将领筹备新疆和平解放，又做马呈祥、叶成、罗恕人的工作，还约包尔汉到马良骏大阿訇家，请马良骏出面做马呈祥的工作。马呈祥最终接受了陶峙岳的建议，同意自己离开新疆，并召集部下召开最后一次军事会议，将“天山立马第一峰”的旗帜交给韩有文。陶峙岳特地为马呈祥、叶成、罗恕人设宴饯行。经陶峙岳安排，9月24日凌晨，即陶峙岳通电起义的前一天，马呈祥自迪化老满城军部出发。护送人员全部由骑五军军部抽调，计有特务连的1个排，卫士队的1个班，共60人，由连长苟得才和排长马占全负责带队，并配有2部大卡车，1辆吉普车；跟随马呈祥出走的有骑五军参谋长张尊山以及随从副官马崇义、马显武、陈广庆、许保寿和两名警卫员，共8人；和马呈祥同时出走的有叶成、罗恕人、刘汉东和新疆民政厅厅长王曾善以及他们的一些家属、子女、警卫；一行连同护送人员总计约有80余人。9月24日当天清晨，马呈祥、罗恕人乘大汽车离开迪化；叶成于9月25日离开迪化；路过焉耆时，当地驻军第128旅旅长钟祖荫也跟着出走。:8779三人在焉耆会合之后，经南疆喀什、英吉沙，在此即改乘车为乘马。就地购买骆驼10多峰，每峰黄金3两；购买马70多匹，每匹黄金1两。再翻越昆仑山，经依格子也、蒲犁口岸（今塔什库尔干红其拉甫口岸）出国。从蒲犁到边界还有一天无人区的路程。后来马呈祥定居台湾。9月24日马呈祥走后，韩有文接手骑五军后，随即向陶峙岳表明愿意随陶峙岳走和平起义道路，并请陶峙岳去给排以上的干部做形势分析报告，以便动员全军一致起义，这次报告在老满城军部大礼堂举行，参加的还有整编第179旅的干部，报告整整讲了一天，绝大部分干部解除了对起义的顾虑。陶峙岳任命韩有文为整编骑兵第1师中将师长，陶峙岳、陶晋初安排韩有文部负责保卫迪化，从速安定大局，迎接解放军进疆。韩有文调一个团到迪化，又把第十四团调到老满城，重兵营就驻扎在市区，一部分住在尚未落成的天山大厦，一部分住在南关，白天整修从南门到财神楼这段路，晚上，巡逻、警戒、宵禁。韩有文主动与陈德法、罗汝正（城防部队）、文升乔（新疆军官训练班的步、骑、装甲等七个学生队）等商议，采取分区管辖、统一指挥，互通情况，密切配合的措施，使迪化市的局势一步步地走向稳定。1949年9月25日，陶峙岳、韩有文等人在起义通电上签名，表示脱离国民政府，拥护中国共产党领导。根据彭德怀司令员指示精神，新疆军区决定原则上由进疆解放军的一个师负责配备起义部队一个师的政治干部，解放军第六军第17师负责整编骑兵第1师。
1949年12月29日，新疆起义部队整编完毕，举行了成立大会，整编骑兵第7师改编为中国人民解放军骑兵第七师，师部驻玛纳斯县小李庄。部队驻奇台、阜康
- 师长韩有文（整骑1师中将师长）
- 师政治委员于春山（中国人民解放军第六军第17师第49团政委）
- 第一副师长韩荣福（整骑6旅少将旅长）
- 第二副师长郭全梁（整骑1师少将副师长）
- 第三副师长马全吉（1947年5月任联勤总部第8补给区43兵站支部长，后任整骑1师少将副师长）
- 参谋长李纲（李振海，西北军区骑兵旅副旅长兼参谋长）
- 政治部主任杨贯之（解放军第六军第16师第48团政委，未到职）。
- 骑兵第19团，驻奇台
- 骑兵第20团 ，驻昌吉。1953年3月改编为新疆生产建设兵团建筑工程独立第一团
- 骑兵第21团，团长马希哲、政委王洪杰、参谋长穆永贵，驻阜康。1953年3月改编为新疆生产建设兵团建筑工程独立第四团

1950年2月7日，新疆军区政治部发出《关于改造二十二兵团部队政治工作指示》：必须彻底改造起义部队，不仅在形式上，而且要在思想上、行动上向人民解放军看齐，成为名副其实的人民解放军。要实现这一目标，必须坚决贯彻党对起义部队的工作方针，经过长期的深入耐心的教育和组织工作，开展诉苦运动，提高官兵觉悟，实行三大民主，团结起义军官，培养积极分子，发展党团组织，依靠部队内部逐渐增长的进步力量，搞好对起义部队的改造。第一步是在起义部队中取缔了国民党、三青团及反动会道门等组织，迅速建立起各级党委会和政治工作机构，建立政治委员和政治指导员制度，在党的领导下进行彻底改造。
1951年8月，为执行毛泽东主席关于1950年军队参加生产的指示，骑七师先头部队（师部特务连一个排和师直工厂、管训队、骑19团一部）在副师长韩荣福带领下从奇台乘汽车穿越准噶尔盆地东部到达承化（今阿勒泰），休整后徒步进驻巴里巴盖，开始大生产前的准备工作。1951年冬开挖北干大渠17千米，为来年春耕生产做好了准备。1952年2月，第二军第五师独立团划归骑七师建制，改番号为二十团。1952年3月初，骑七师十九团后续部队及特务连、宣传队、文工队、教导队等师直单位在师政委于春山率领下从奇台出发，经北塔山、将军戈壁抵达承化县巴里巴盖，成立开荒造田春播指挥部，指挥部设在东庄子。1952年4月11日，正式开始开发建设阿山垦区。随后部队又陆续进驻切木尔切克、富蕴县可可托海及喀拉通克、青河县等地维护治安，开展生产运动。1952年5月13日，乌斯满的长子谢尔德曼、胡尔曼残匪在富蕴县沙尔布拉克伏击骑七师十九团由奇台到承化县送军马的小分队，劫走军马112匹，并将被俘40余名战士全部杀害。骑七师抽调19团、20团、21团共381名指战员组成14个战斗连开赴富蕴、青河县清剿。到1952年9月30日匪徒全部投降结束。此战共有32名指战员牺牲。其中，骑七师20团副团长王金玉1952年6月28日在阿尔泰山区西岔河指挥战斗时牺牲，年仅35岁。1953年3月下旬，部队整编结束，第19团全部及骑七师师直部分、第20团部分及军区挖金大队全部编为“中国人民解放军新疆军区农业建设第28团”，团长邬佳才、政委邹兴仁、参谋长麦宗禹、政治处主任胡恒诚；骑七师师直一部与军区后勤部运输处绥来农场和乌苏生产建设大队整编为“中国人民解放军新疆军区农业建设第十师”，师部驻绥来（今玛纳斯）小李庄，辖28团（28团因远离农十师师部，党政工作由阿山军分区代管）、30团（从骆驼营，哈密生建大队和霍尔果斯边防站抽调官兵766人组建，下设八个连队，进驻八家户，拱拜下桥子一带，团长郑国华、政委隗德祥）和劳改支队（1952年6月18日新疆军区后勤部以酒泉起义的3个汽车团中的一部、1个大车队、1个骆驼营和1个大修厂抽调1000余人开赴玛纳斯河东岸仲庄、小李庄组建生产总队，下属3个大队，在仲庄，八家户，十户滩三地投入开荒。1952年7、8月新疆军区安排从河南陈留县、陕西延安带来2批犯人1800多人配一套管教干部，组建了生产总队劳改支队，支队长耿光瑞，副支队长陈志清，副政委郝正元，副主任刘祯文）。1953年3月29日，奉新疆军区命令，在仲庄重建骑兵第七师。骑七师司令部在仲庄发出师办字第一号通知；将原新疆军区后勤运输部生产总队、劳改支队归属于骑兵第七师建制，从4月1日起一律使用骑七师番号。师长林海清（解放军第二军教导团团长、新疆军区运输部副部长、第22兵团供给部政委）、副政委刘炳正（解放军第六军第16师保卫股长、团政治处主任、骑7师政治部主任）、副师长韩荣福（撒拉族）、参谋长刘三朵（西野二纵独六旅16团副团长、新疆军区运输部汽2团副团长、骑7师参谋长）、政治部主任张志勇（新疆军区运输部汽2团政委）、副参谋长杜联华。
1953年6月5日，新疆军区对全疆各地生产部队团级单位统一整编，发出“新务队字第41号”命令，奉西北军区5月27日转军委命令，骑兵第七师改番号为农业建设第十师，因小李庄师部正在建设中，师部暂设仲庄，下辖28团(巴里巴盖原通讯19团)，30团(小李庄)和劳改支队(十户滩)。师长林海清，副师长韩荣福，政委林海清(兼)，副政委刘丙正、安XX(没到职)，参谋长刘三朵，政治部主任张志勇，副参谋长兼供给部部长杜联华，供给部政委李志华，干部部副部长吕华兼管教育和学校，卫生处长张增华，办公室主任刘丙墩。二十八团团长邬家才，政委邹兴。三十团团长郑国华，政委隗德祥。劳改支队支队长陈志清，政委耿光瑞，副支队长李俊杰。6月14日，骑七师番号正式取消。